# قوچم
روستای قوچم روستایی از توابع بخش مرکزی شهرستان دهگلان استان کردستان. ایران است  
وضعیت خانواری بالغ بر ۳۰ خانوار زندگی میکنند.
شغل و کار اصلی مردم روستا کشاورزی و دامداری می باشد.
محصولات اصلی کشاورزی قوچم گندم، جو ، نخود، یونجه، سیب زمینی می باشد . بالغ بر ۱۰۰۰ هکتار از زمینهای این روستا زیر کشت دیم می باشد که محصولات اصلی گندم و جو را می پروراند.